# Iveco Bus
 (décembre 2011).
Si vous disposez d'ouvrages ou d'articles de référence ou si vous connaissez des sites web de qualité traitant du thème abordé ici, merci de compléter l'article en donnant les références utiles à sa vérifiabilité et en les liant à la section « Notes et références ».
Iveco Bus (anciennement Irisbus) est la division spécialisée dans la construction d'autobus et d'autocars du groupe Iveco.
La société construit des autobus et des autocars dans plusieurs pays. Ses principales usines sont en France à Annonay (ancienne usine d'autocars Renault VI) et en République tchèque à Vysoké Mýto. En 2018, elle a vendu 10 300 autobus complets dans le monde, hors châssis livrés aux carrossiers spécialisés. 
C'est le deuxième producteur mondial d'autocars et autobus.

## Historique

### Origines

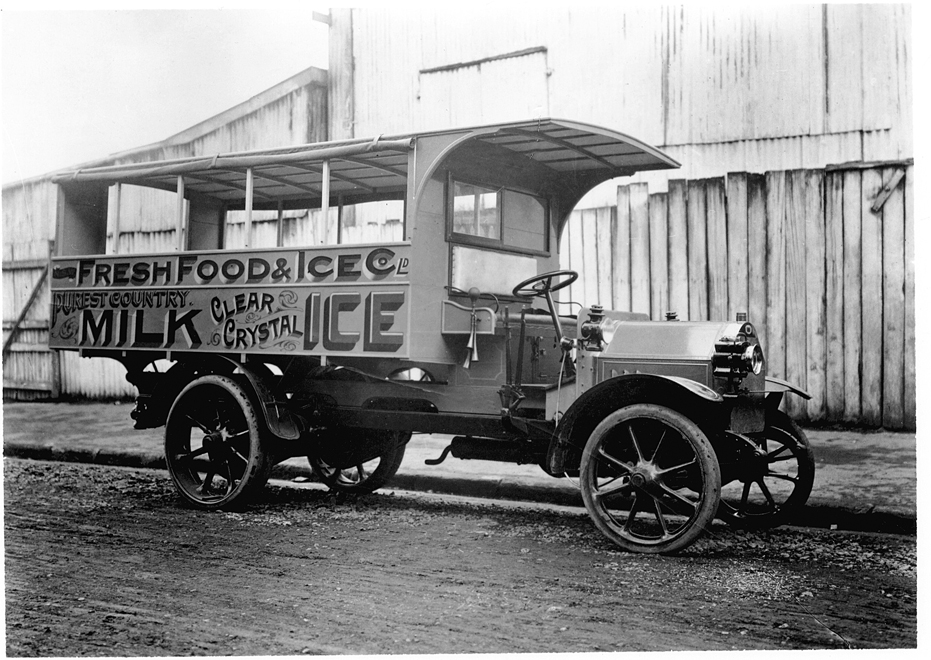
Un Fiat 18 BL des années mi-1910.

La création de la société F.I.A.T (Fabbrica Italiana Automobili Torino) remonte à 1899, mais ce n'est qu'en 1907 que le constructeur turinois présente son premier châssis pour autobus avec le modèle Fiat 28/40 HP. 
Depuis cette date, le constructeur italien déclinera systématiquement des versions avec châssis surbaissés et adaptés, dérivés des camions, destinés aux carrossiers pour la construction d'autocars et autobus.
À partir de 1936, le constructeur se plie à la demande des grandes flottes et réalisera ses propres véhicules complets avec carrosserie standard et aménagements intérieurs, sans passer par un carrossier extérieur, sans pour autant ralentir la production de châssis motorisés pour ces mêmes carrossiers qui résisteront assez vaillamment jusqu'à la fin du XXe siècle.

### Iveco(1975 - 2001)

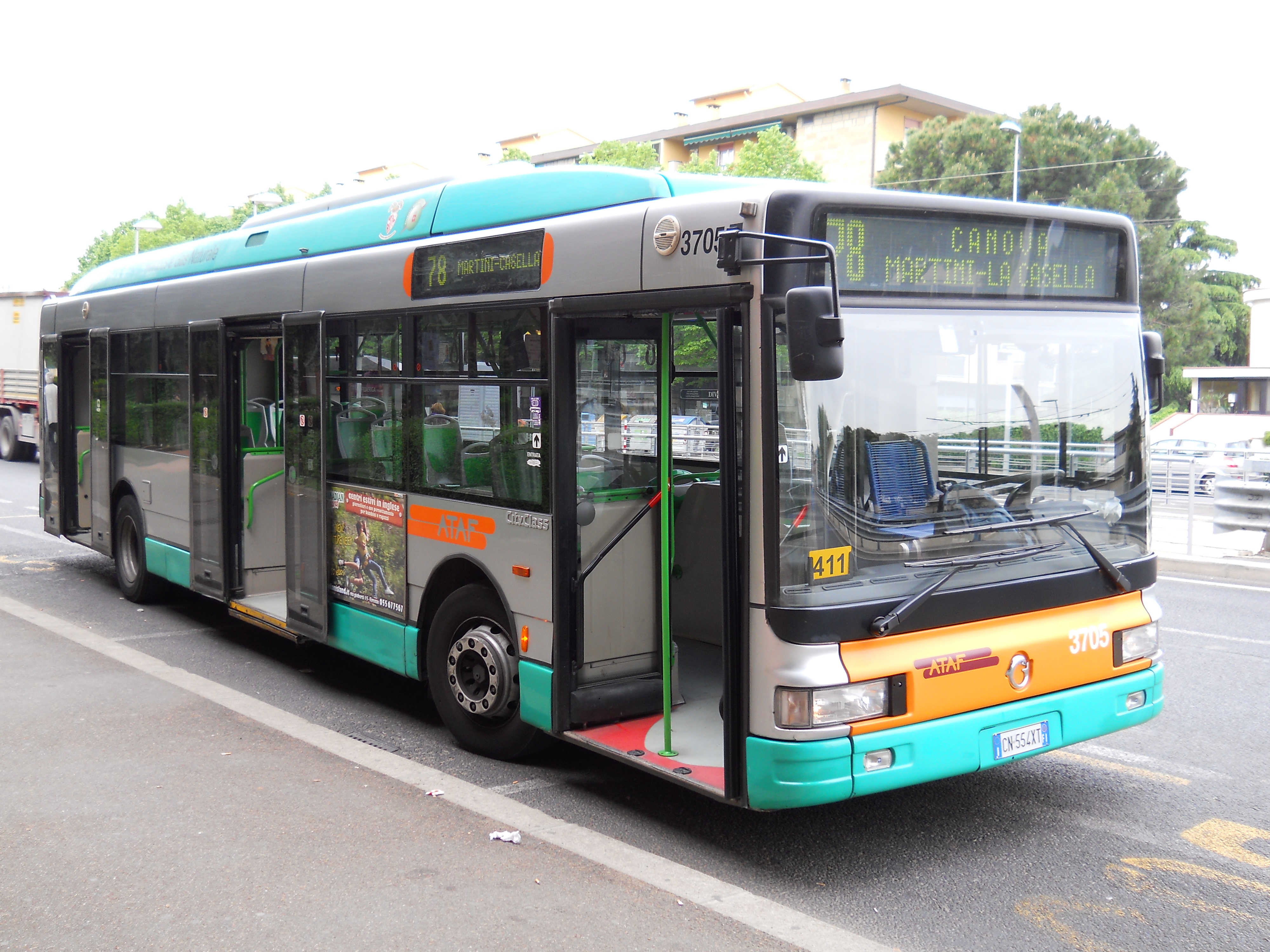
Un CityClass, d'abord produit par Iveco, puis par Irisbus.

En 1975, avec la création d'Iveco, Fiat Bus s'efforcera de faire accepter progressivement la marque Iveco qui regroupa les marques Fiat Autobus, Lancia Autobus et OM Autobus en Italie, Magirus-Deutz en Allemagne et Unic en France. En 1999, avec l'intégration progressive de Renault Bus, deviendra Irisbus.

### Irisbus(1999 - 2013)
L'entreprise franco-italienne est créée à la suite de la fusion des divisions autocars et autobus de Renault Véhicules Industriels et de la division bus Europe d'Iveco en 1999.
Depuis 2001 Iveco détient la totalité des parts de la société Irisbus. 

### Iveco Bus(2013 - aujourd'hui)
Le 24 mai 2013, à l'occasion du renouvellement de la gamme des autobus et autocars, Irisbus devient Iveco Bus.
Avec une demande toujours plus orientée sur les critères prix d'achat, coût d'exploitation et rentabilité, les gammes des constructeurs se sont particulièrement réduites au point de ne trouver aujourd'hui sur le marché européen, chez chaque constructeur, qu'un seul modèle d'autobus urbain, d'autocar de ligne et grand tourisme avec, certes, de très nombreuses combinaisons de longueur, capacité et motorisations. Iveco Bus propose un minibus sur la base Daily, un autobus urbain Urbanway, un autobus de ligne Crossway et le Magelys en grand tourisme. Par comparaison, en 1970, Fiat Bus proposait son 343, autobus/autocar de ligne et GT en pas moins de 32 variantes entre ses propres modèles et ceux des carrossiers.

## Organisation du groupe
- CNH Industrial
  - Poids-lourds
    - Camions
      - Iveco
      - Iveco Astra

    - Bus et Cars
      - Iveco Bus
      - Heuliez Bus

  - Véhicules militaires
    - Iveco Defence Vehicles

  - Véhicules incendie
    - Iveco Magirus

CNH Industrial, entreprise mère d'Iveco Bus.

  - Machines agricoles et engins de chantier
    - New Holland Agriculture
    - Case IH
    - Steyr
    - New Holland Construction
    - Case Construction Equipment

  - Moteurs
    - FPT Industrial

Lors du Capital Market Day de New York, en septembre 2019, la PDG de CNH Industrial, Suxanne Heywood, a annoncé que son groupe, filiale à 41.4% de Exor, la holding de la famille Agnelli allait se séparer en deux entités dès janvier 2021 :
- une unité agriculture et défense, appelée “off-Highway” qui comprend les divisions Case IH, New Holland Agriculture, Steyr, Case, New Holland Construction, Astra, Magirus et Iveco Defence Vehicles ;
- une unité routière, appelée “on-Highway” avec les marques Iveco, Iveco Bus, Heuliez Bus et FPT Industrial.

### Répartition du capital
Iveco Bus est une filiale directe d'Iveco, branche véhicules industriels rattachée au groupe CNH Industrial (ex Fiat Industrial), holding filiale du groupe Fiat SpA.

### Les sites du constructeur
La production se fait principalement en Europe  :
- France à Annonay : site de production des autobus urbains, ex-usine Renault Bus à Annonay créée par Joseph Besset en 1938 quand il lança sur le marché les autocars Isobloc. L'usine fut ensuite rachetée par Saviem/Renault et maintenant Iveco ;
- République tchèque à Vysoké Mýto : site de production des autocars interurbains, ex-usine Karosa ;
- France à Rorthais : usine Heuliez Bus, site de production des autobus électriques ;
- Italie à Suzzara : ex-usine Fiat Bus de Cameri ;
- France à Venissieux : ex-usine Berliet;

Anciens sites de production :
- Italie, Valle Ufita : usine fermée en décembre 2011[5] et reprise par le nouveau constructeur italien Industria Italiana Autobus créé en 2016 ;
- Espagne, Barcelone : usine fermée en juillet 2011[6] ;
- Afrique du Sud à Rosslyn (Pretoria) : site pour le véhicule Iveco Bus Afriway, pour le marché africain uniquement.

## Activités et résultats

### Données chiffrées
Les résultats financiers de la branche Iveco Bus sont englobés dans ceux du groupe Iveco. 

### Évolution du logo
Le logo a évolué quatre fois depuis 1975 :

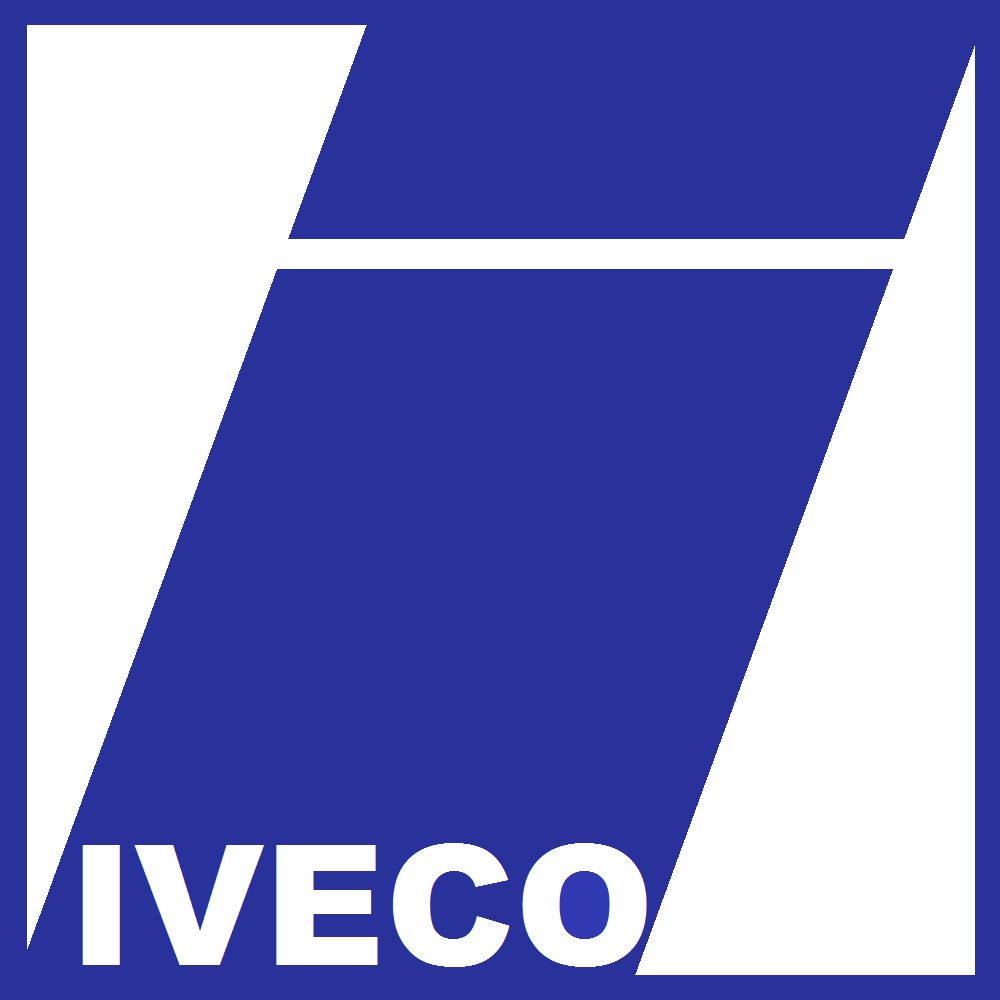
Logo IVECO (1975 à 1980)
Logo IVECO commun aux autobus et poids lourds (1980 à 1999)
Logo IRISBUS (1999 à 2013)
Logo IVECO BUS (2013 à 2023)
Logo IVECO BUS (depuis octobre 2023)

## Les véhicules

### Modèles actuels

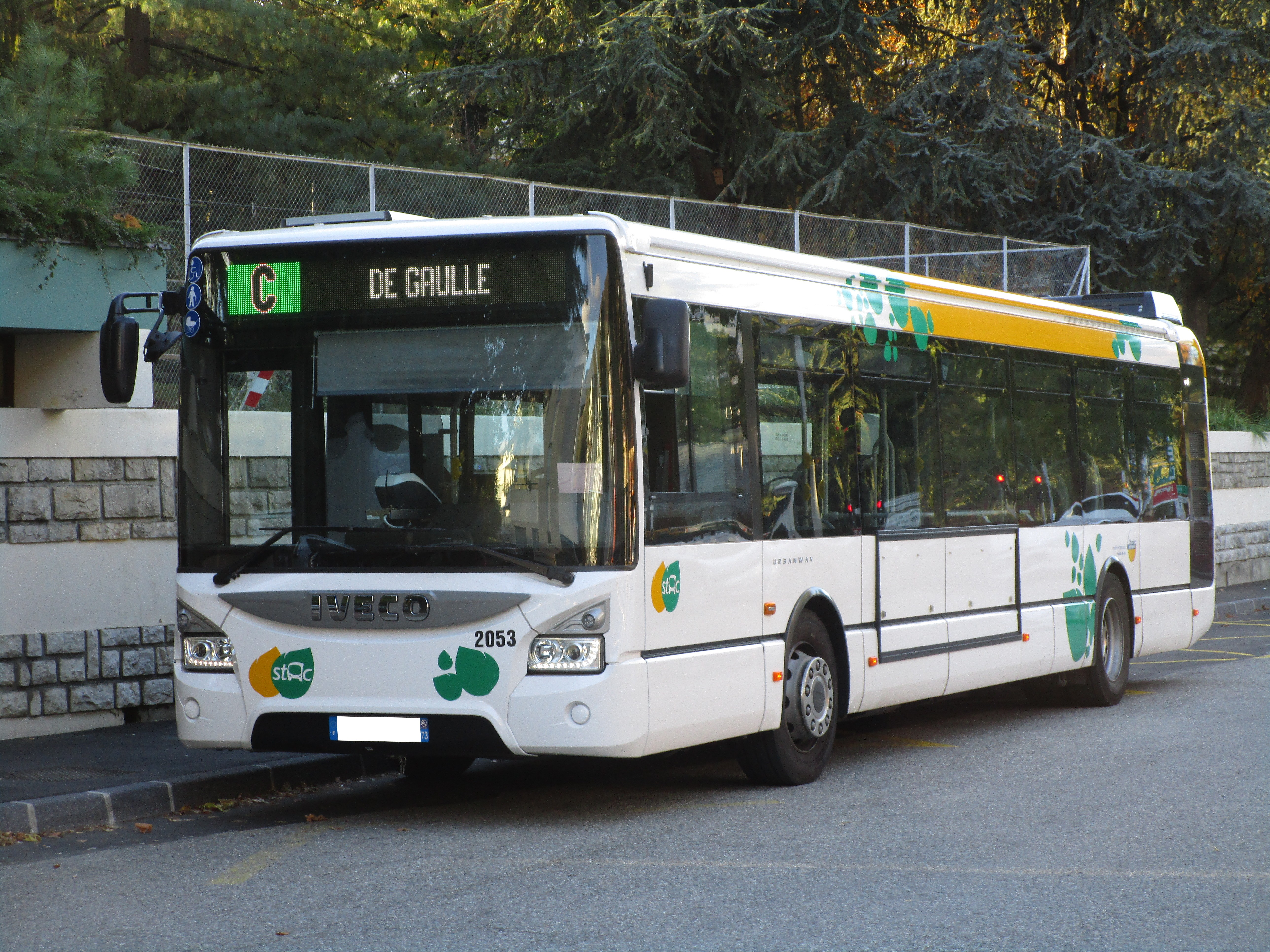
Iveco Bus Urbanway
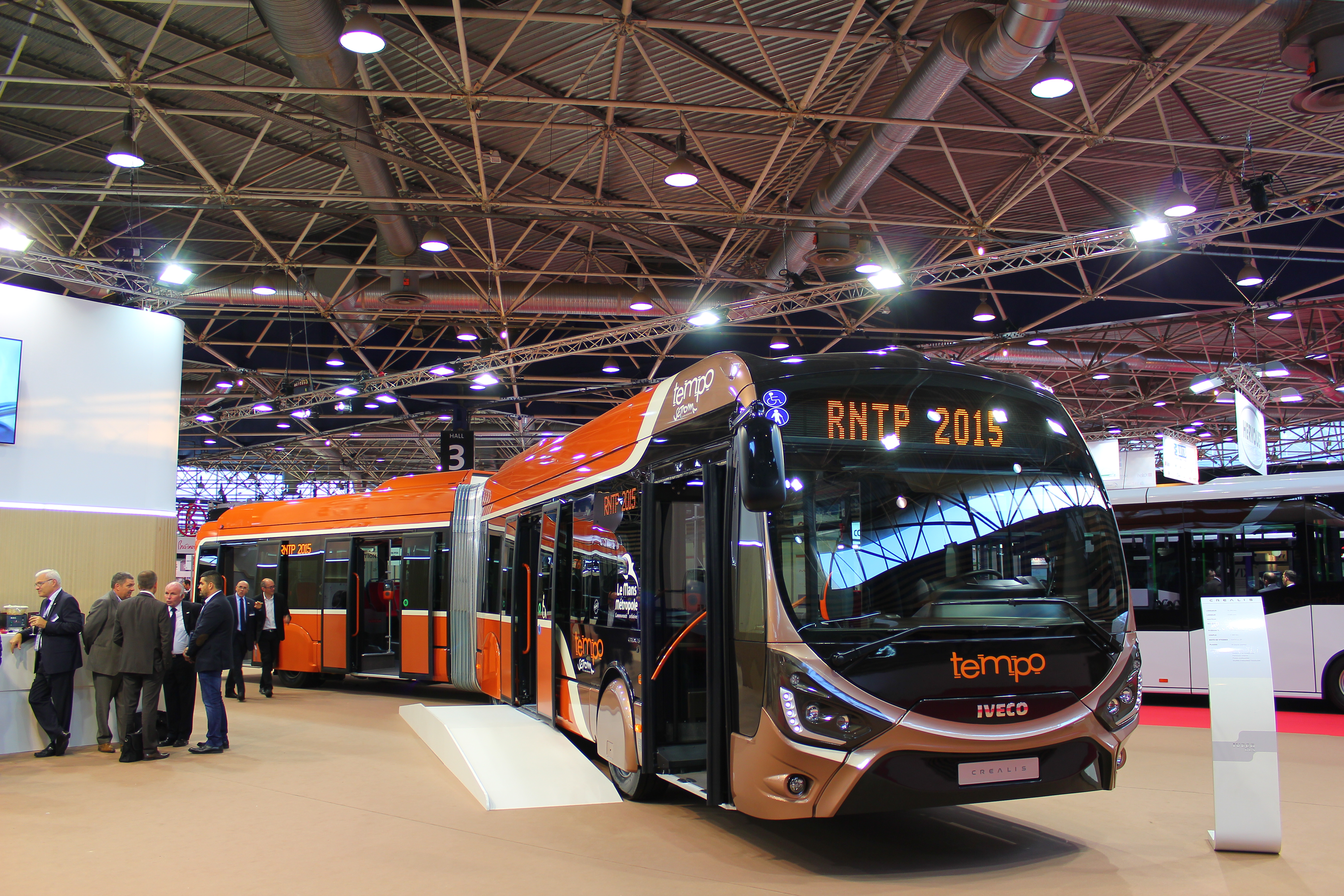
Iveco Bus Crealis
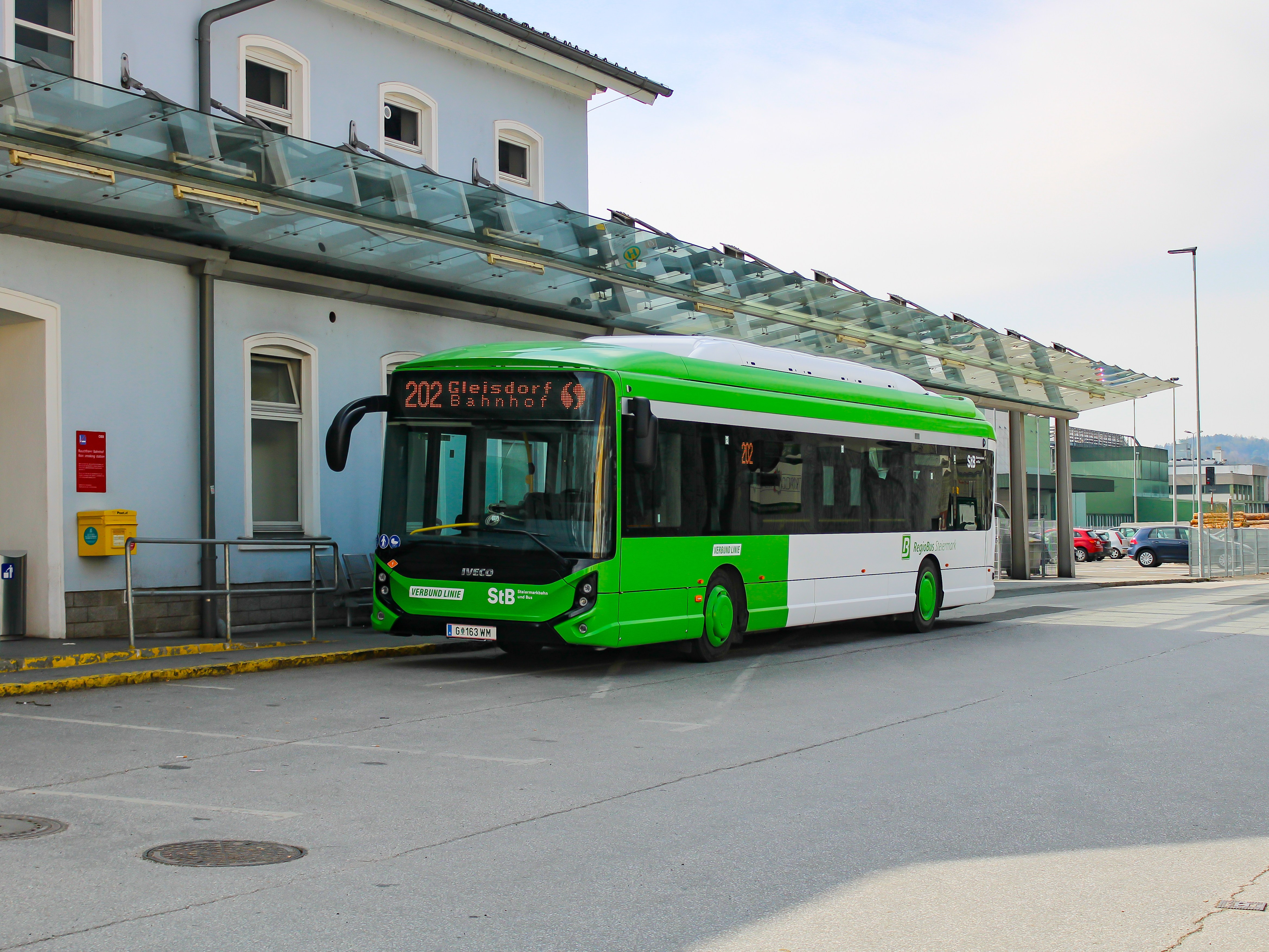
Iveco Bus E-Way
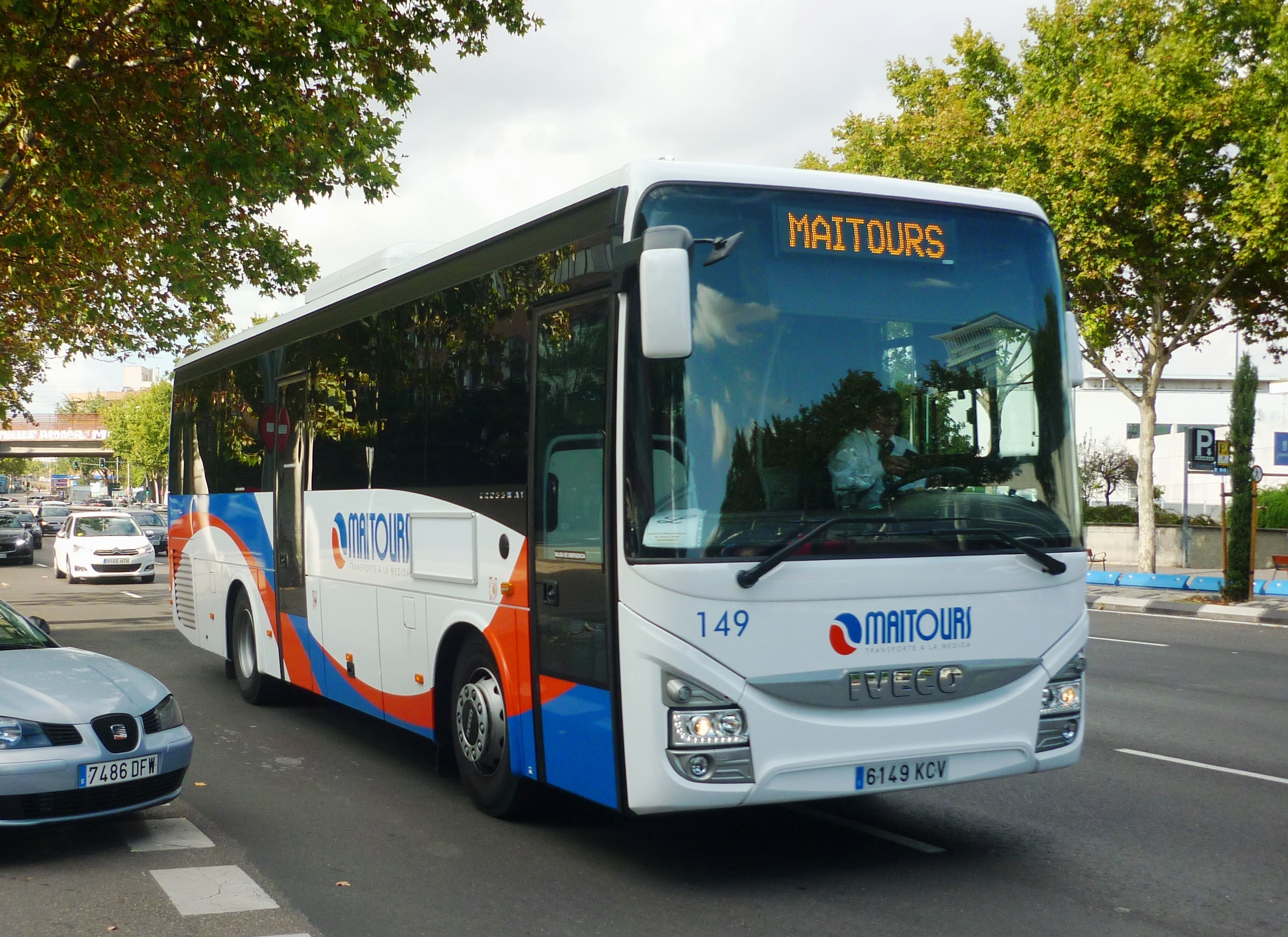
Iveco Bus Crossway
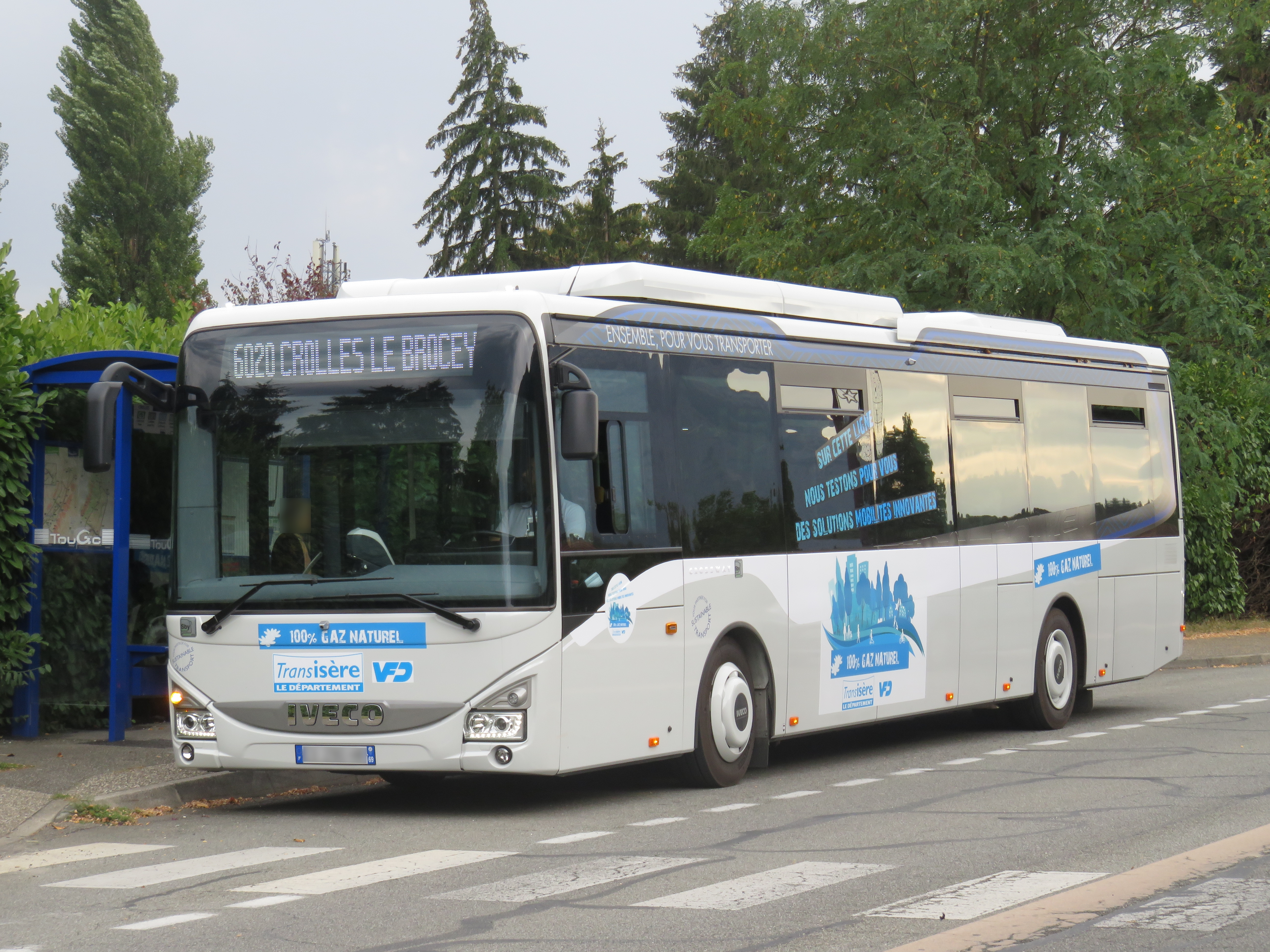
Iveco Bus Crossway LE
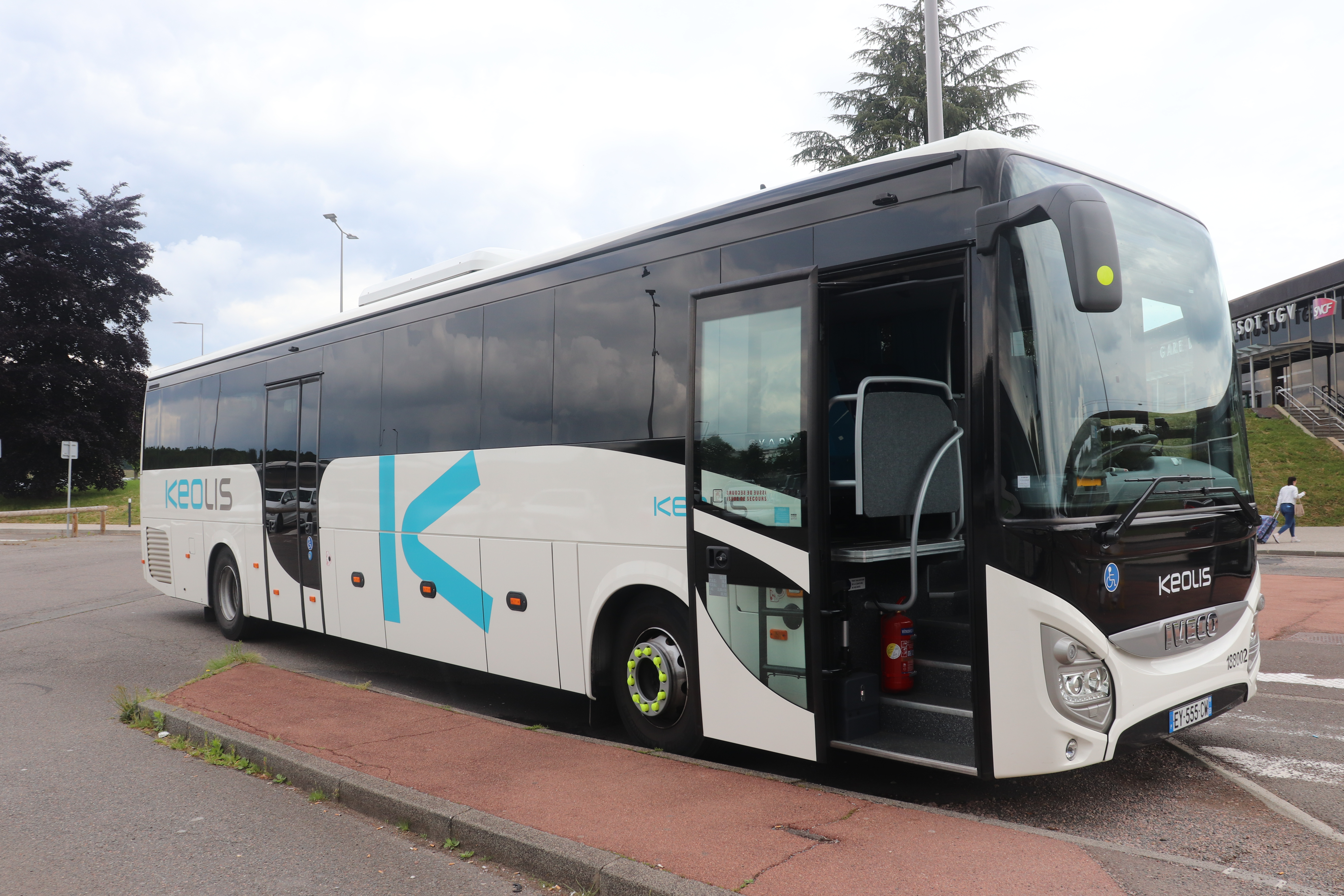
Iveco Bus Evadys

### Modèles anciens

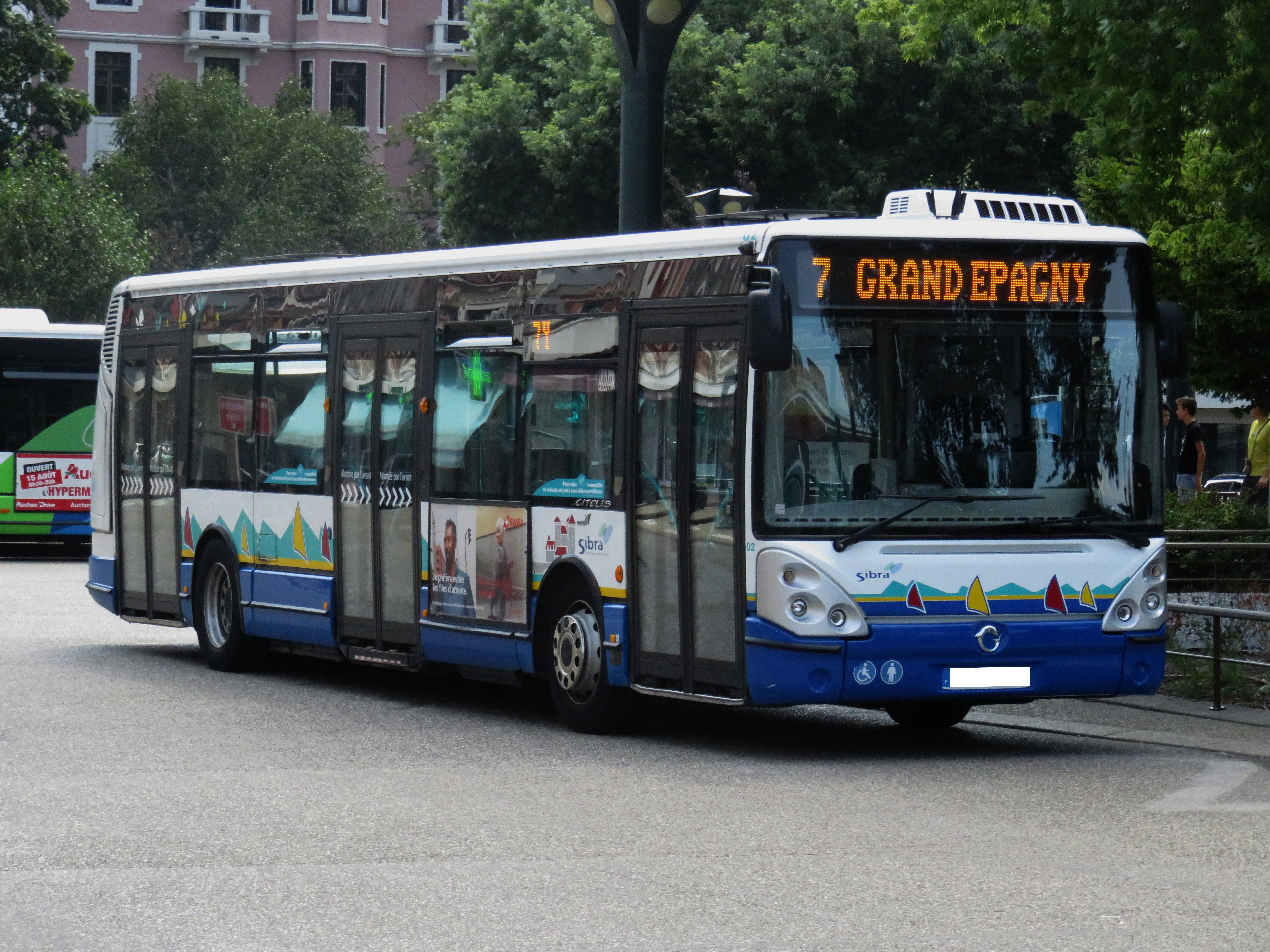
Irisbus Citelis
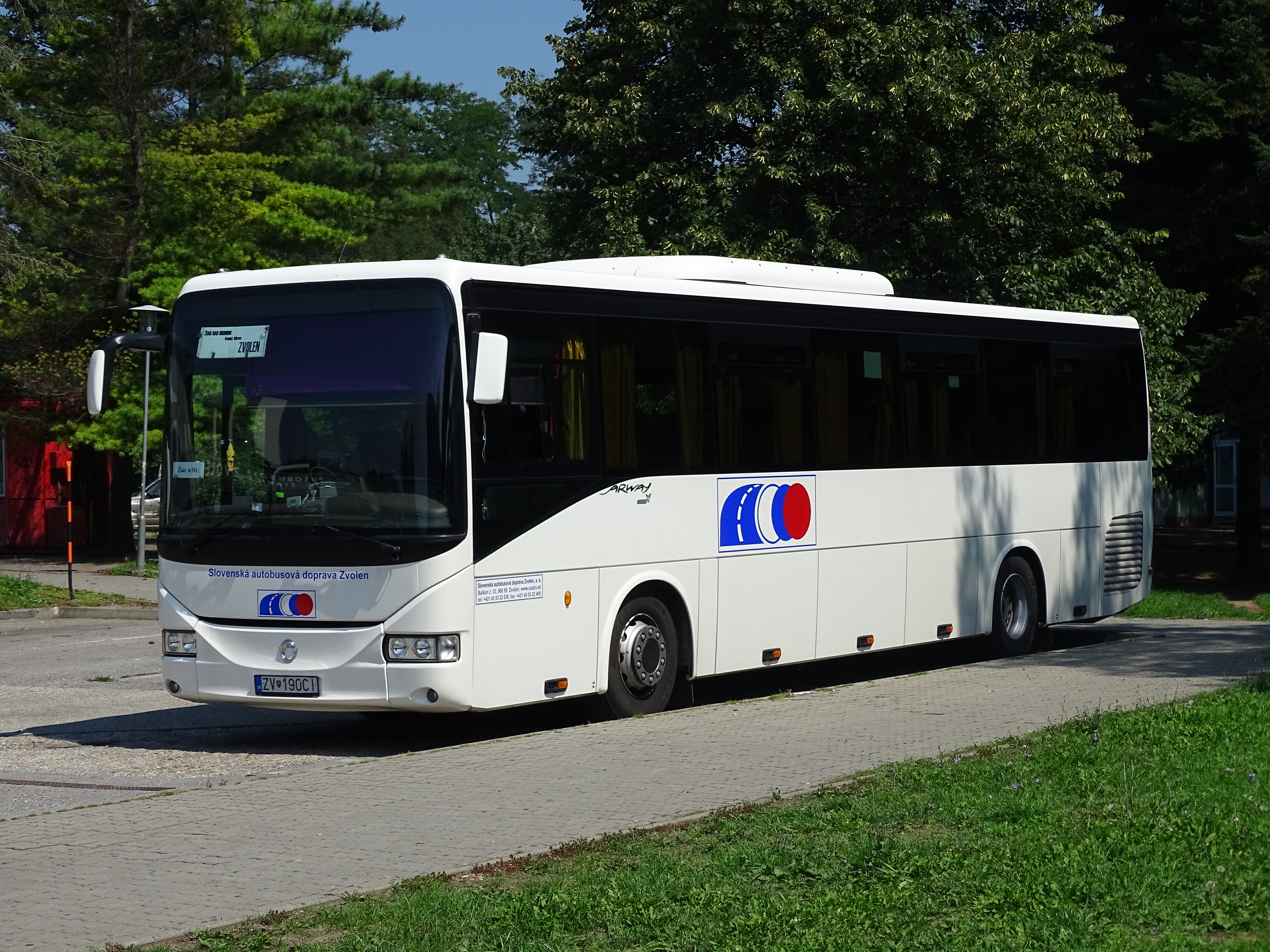
Irisbus Arway
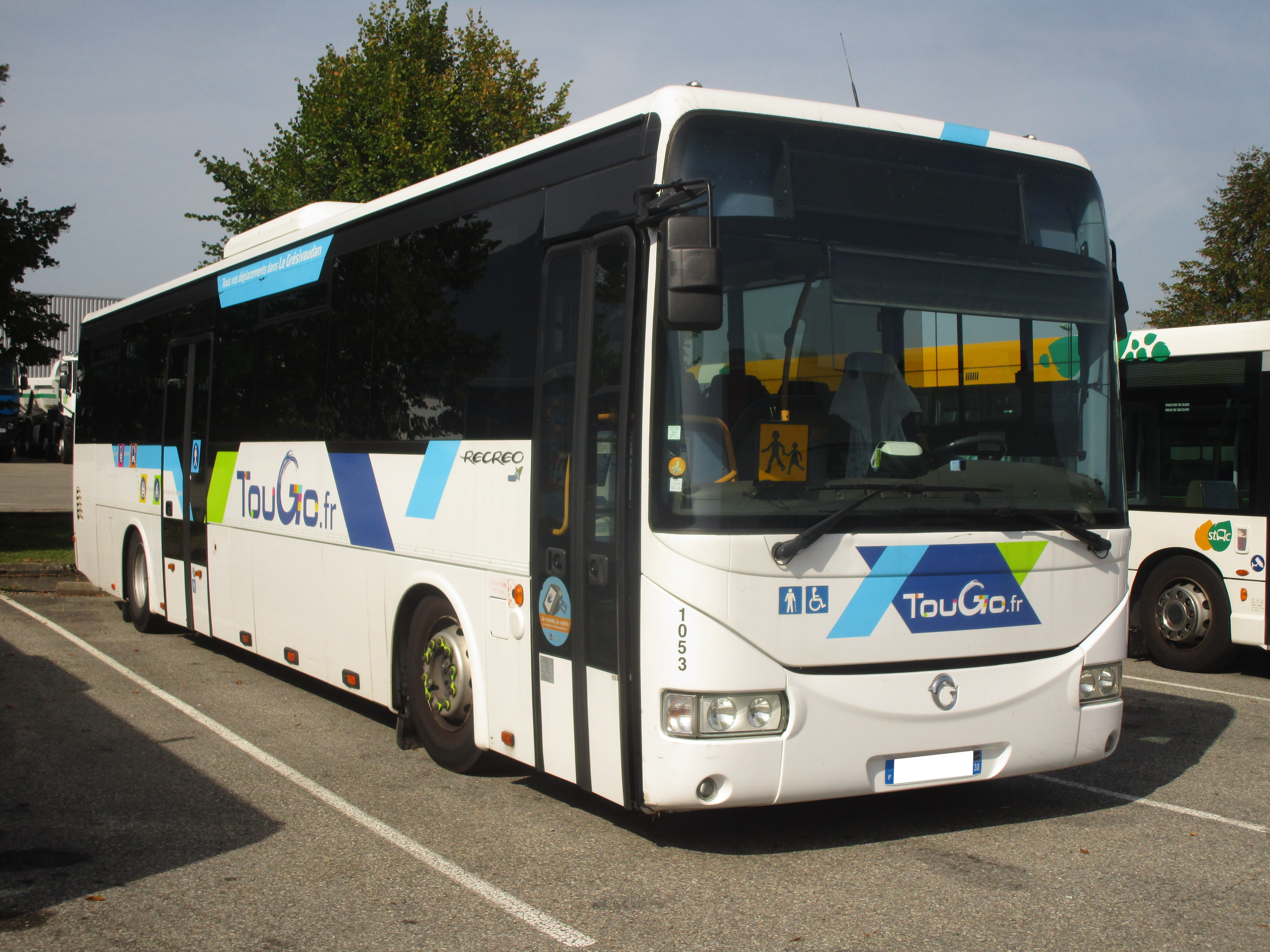
Irisbus New Récréo
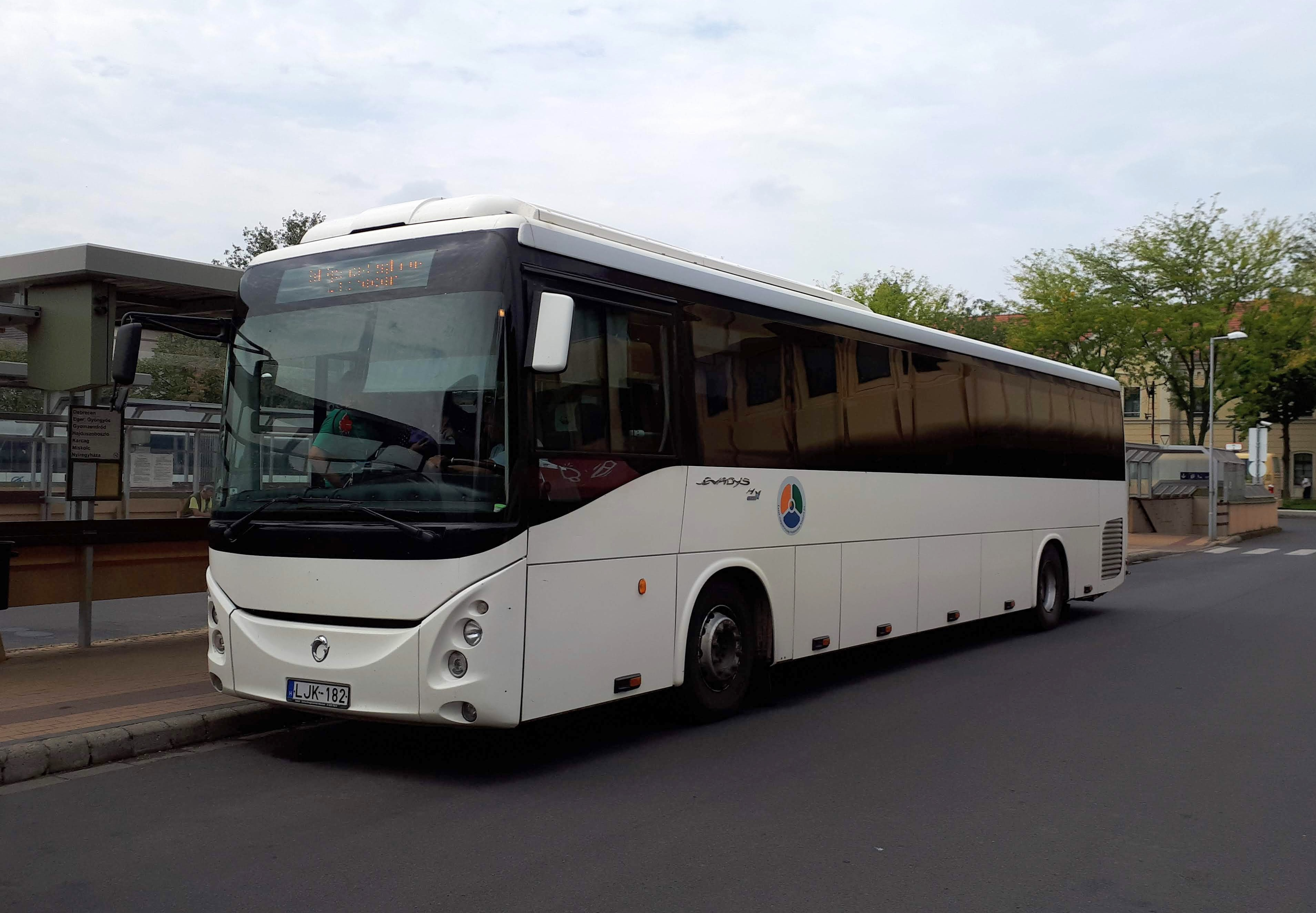
Irisbus Evadys
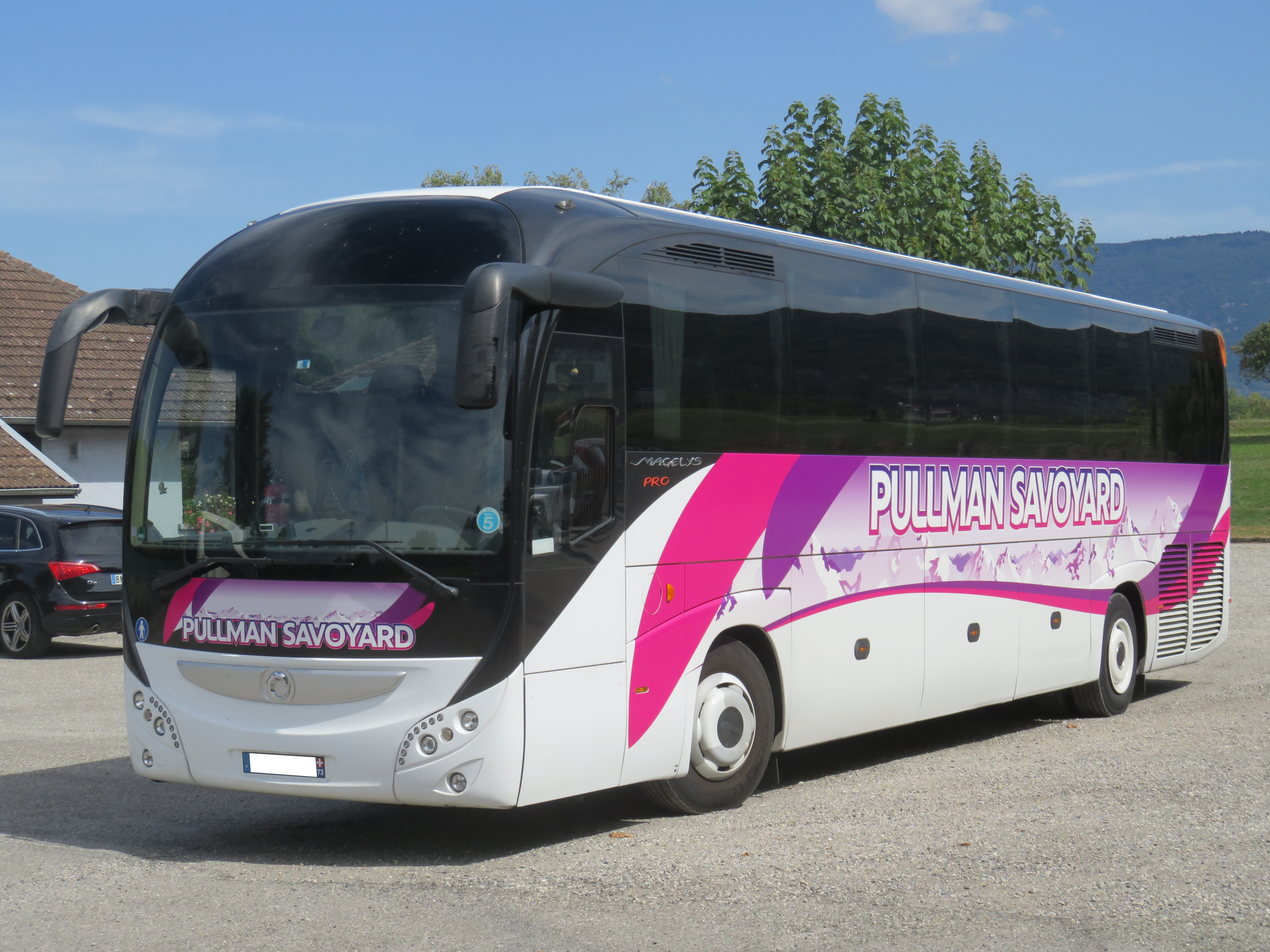
Irisbus Magelys
Iveco Bus Magelys
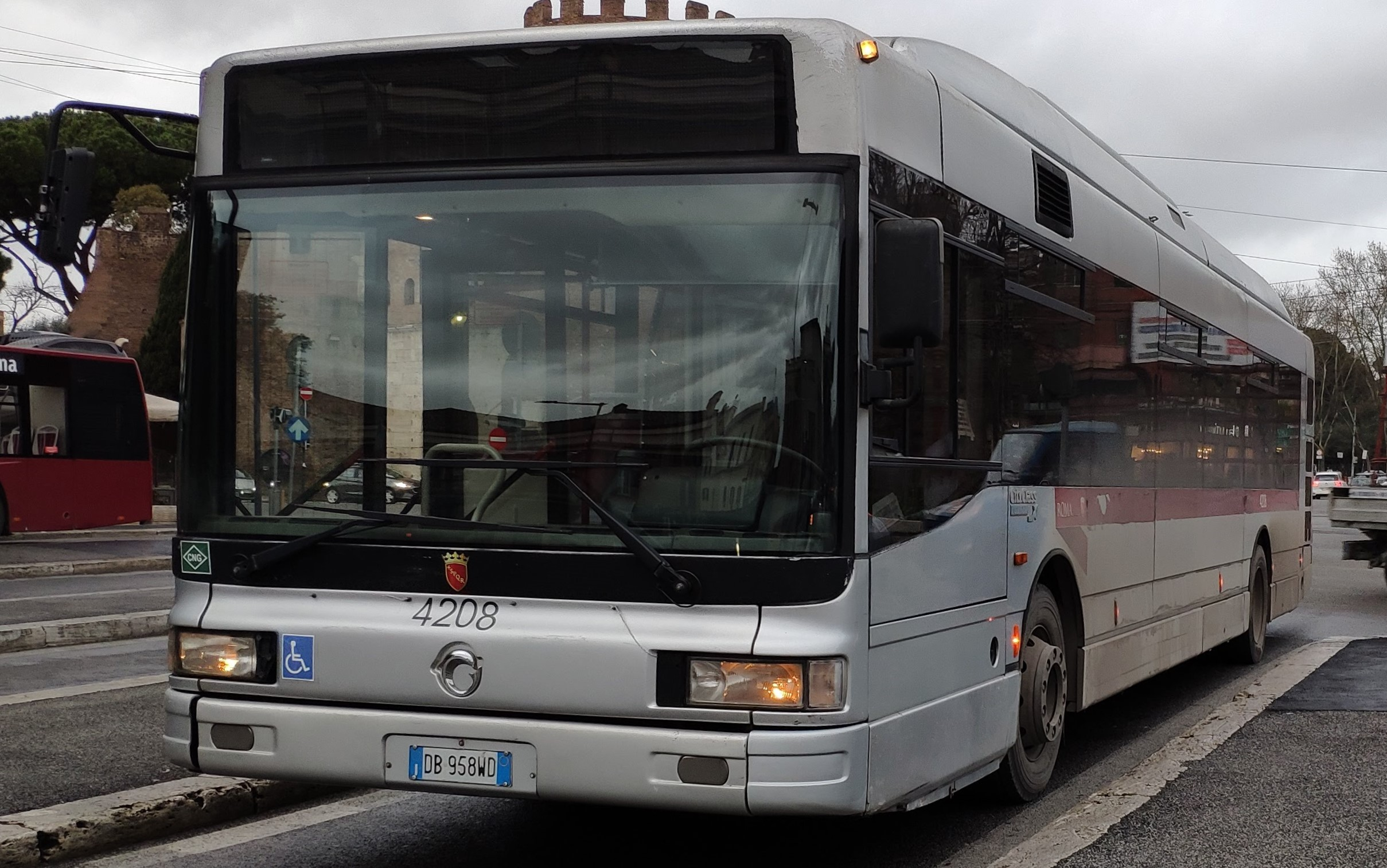
Irisbus CityClass